# 假里白
假里白（学名：Hicriopteris glaucoides）为里白科里白属下的一个种。